# Poiana (gmina Cristinești)
Poiana – wieś w Rumunii, w okręgu Botoszany, w gminie Cristinești. W 2011 roku liczyła 247 mieszkańców.